# Parque nacional marino Golfo de Chiriquí
El Parque nacional marino Golfo de Chiriquí está situado en el centro del golfo de Chiriquí, en el país centroamericano de Panamá. Fue establecido en 1994 para proteger 150 km² de ecosistemas marinos, incluidos los arrecifes de coral, manglares y pastos marinos, y alrededor de dos docenas de islas del archipiélago de las Islas Paridas. El parque es conocido por su rica vida silvestre, incluyendo: iguanas verdes, las ballenas jorobadas (de agosto a octubre), tiburones martillo, delfines y varias especies de tortugas marinas en las playas de las islas.
El área protegida es conocida como el archipiélago de las Islas Paridas, y sólo las islas Parida y Paridita están habitadas. También se encuentran las islas:
- Santa Catalina
- Pulgoso
- Gamez
- Tintorera
- Obispo
- Obispone
- Los Pargos
- Ahogado
- Icacos
- Corral de Piedra
- Bolaños
- Berraco
- Bolañitos
- San José
- Linarte
- Saíno
- Sainitos
- Iglesia Mayor
- Carey Macho
- Carey Hembra